# Julio Glockner Lozada
Julio Glockner Lozada (Puebla de Zaragoza, Puebla, 4 de junio de 1909 - 20 de diciembre de 1975) fue un médico, académico y activista mexicano. Fue una figura importante durante la reforma universitaria de la Benemérita Universidad Autónoma de Puebla de 1961, ocupando la rectoría de dicha institución durante 77 días.

## Orígenes
Julio Glockner Lozada nació en la ciudad de Puebla el 4 de junio de 1909, segundo hijo del matrimonio entre Enrique Glockner Damiani y Clara Lozada Axotla. Julio vivió sus primeros años en Puebla, pero se mudó a la Ciudad de México entre 1916 y 1920 para realizar sus primeros estudios. Regresó a la capital poblana para concluir la educación primaria en 1922 y prosiguió su formación en el Instituto de Ciencias y Artes de Oaxaca hasta 1928, año en que volvió a su tierra natal para concluir sus estudios en el Colegio del Estado de Puebla en 1930.
Glockner Lozada se inscribió a la carrera en Medicina en el Colegio del Estado de Puebla. En 1937, el colegio se convirtió en la Universidad de Puebla (hoy, Benemérita Universidad Autónoma de Puebla), de la cual se tituló como Médico Cirujano y Partero en 1939.

## Trayectoria
En 1935, la primera Secundaria Pública Venustiano Carranza abrió sus puertas gracias al apoyo de varios estudiantes del Colegio del Estado que apoyaban la educación socialista; entre ellos, Glockner, quien se unió para impartir clases de forma gratuita. Posteriormente, fundó en 1938 la Secundaria Nocturna para Trabajadores Flores Magón, donde también fue profesor pro bono.
En 1939, abrió la revista Guía, una publicación de crítica social universitaria, junto con un grupo de estudiantes socialistas. Entre sus colaboradores se encontraba el poeta andaluz Pedro Garfias, con quien desarrolló una profunda amistad.
En 1940, Glockner recibió su primer nombramiento como profesor de biología en la Universidad de Puebla, donde posteriormente fundó y dirigió el Instituto de Biología y Medicina Experimental Dr. Enrique Beltrán. Ingresó como médico al Instituto Mexicano del Seguro Social en 1946, donde permaneció casi 25 años. Realizó estudios de especialización en venereología en la Universidad de Stanford, California, en 1947. Fue reconocido como un promotor de la educación sexual en una época en la que el tema era considerado un tabú.

## Participación en la Reforma Universitaria de 1961

### Antecedentes
La Universidad de Puebla obtuvo su autonomía el 23 de noviembre de 1956, por lo que pasó a llamarse Universidad Autónoma de Puebla (UAP). La institución se caracterizaba por la formación de organizaciones de tendencia conservadora, católica y anticomunista, tales como el Frente Universitario Anticomunista (FUA) o la Federación Estudiantil Poblana (FEP). Existía una confrontación añeja entre liberales y conservadores en Puebla respecto al derecho a la educación en México, cuya discusión se centraba en el carácter laico, defendido en el artículo tercero de la Constitución mexicana, y la tradición de incorporar la religión católica en las instituciones educativas.
Los grupos conservadores aprovecharon la autonomía universitaria concedida por la Ley Orgánica de 1956 para oponerse a la separación Iglesia-Estado. Por ejemplo, a inicios de mes o al término de cursos se promovían misas en la Iglesia de la Compañía de Jesús, al costado del edificio Carolino, sede de la UAP. Los grupos de la derecha local tenían un control de facto de la universidad, por lo que inició un grupo de oposición que buscaba la derogación de la ley de 1956 e impulsar una reforma universitaria.
En México, el derrocamiento de Fulgencio Batista en Cuba provocó numerosas muestras de simpatía hacia la revolución cubana. En Puebla, la situación detonó cuando un grupo de cerca de 250 estudiantes se manifestó en apoyo a Fidel Castro y Ernesto "Che" Guevara el 17 de abril de 1961, lo que desató una confrontación entre los manifestantes y los integrantes del Frente Universitario Anticomunista. Después de varios choques, los carolinos –como se denominaban los liberales– acudieron el 24 de abril al Colegio Benavente –que presumían el centro de actividades de la FUA– para apedrear las instalaciones. En respuesta, un comité conformado por representantes de la industria y de los colegios particulares demandó al entonces rector de la UAP, Armando Guerra Fernández, la expulsión de los responsables. El comité amenazó con el cierre de fábricas y comercios, y solicitó la intervención del ejército.

### Rectorado
El conflicto escaló en las semanas siguientes. El 1 de mayo de 1961, un grupo de estudiantes, denominado Comité Estudiantil Poblano, realizó la toma de las instalaciones del edificio Carolino, demandando la destitución del rector y la expulsión de profesores y dirigentes del FUA. Los estudiantes desconocieron a Guerra Fernández y nombraron al entonces magistrado del Tribunal Superior de Justicia, Jorge Ávila Parra, como rector, quien declinó el cargo. En sustitución, designaron a Glockner Lozada, quien asumió el 9 de mayo y proclamó un discurso histórico a la comunidad universitaria el 15 de mayo de 1961.

Esta Universidad de Puebla abre de hoy en adelante sus puertas para todo estudiante, sin importar su condición económica ni su credo religioso, sólo exige una aspiración tenaz en el perfeccionamiento de una vida digna, liberada y culta. Esta universidad no pondrá ningún obstáculo que limite el acceso de las masas a la cultura, no habrá más monopolio de la sabiduría por parte de un grupo de señoritos en detrimento de los demás, pero tampoco permitirá que esa sabiduría se complazca en la soledad y desdeñosa vuelva la espalda a la vida. Al investigador más puro y sobresaliente salido de esta universidad debe llegar también el ruido de las fábricas, para que ese investigador sepa que es también, junto con nosotros, un obrero que está edificando México
Julio Glockner Lozada, 15 de mayo de 1961

El gobierno estatal desconoció al rector Guerra, pero reprimió una manifestación en demanda del reconocimiento oficial de Glockner Lozada. La tensión se elevó a tal grado que, por primera vez en su historia, la ciudad fue declara en estado de sitio. El gobierno también se negó a entregar el subsidio a la universidad con Glockner al frente.
Al frente de la UAP, Glockner inició el proceso político para la reforma universitaria, con lo que la Ley Orgánica de 1956 fue derogada por el Congreso local el 24 de julio de 1961. Al día siguiente, el rector presentó su renuncia y reconoció a Arturo Fernández Aguirre como nuevo presidente del Consejo de Gobierno de la UAP. Glockner formó parte del nuevo consejo, junto con Efrén Palacios, José María Cajica y Jorge Ávila Parra.